# Andraž Krek
Andraž Krek (ur. 30 kwietnia 1988 w Lublanie) – słoweński wioślarz.

## Osiągnięcia
- Mistrzostwa Świata Juniorów – Brandenburg 2005 – czwórka podwójna – 4. miejsce[1].
- Mistrzostwa Świata Juniorów – Amsterdam 2006 – jedynka – 3. miejsce[1].
- Mistrzostwa Europy – Ateny 2008 – jedynka – 8. miejsce[1].
- Mistrzostwa Świata U-23 – Račice 2009 – jedynka – 4. miejsce[1].